# Danza de aldeanos
La Danza de aldeanos de 1635 es un cuadro de Pedro Pablo Rubens conservado en el Museo del Prado.

## Historia del cuadro
Rubens es considerado por los críticos como el pintor más representativo del arte barroco del siglo XVII en su versión de pintura flamenca. A su muerte dejó en su casa 319 obras, un verdadero museo de pinturas que el artista guardaba para sí. De todas ellas, 93 eran de artistas flamencos primitivos o romanistas, 10 de Tiziano, 26 de Tintoretto y Veronés, más algunas copias de Tiziano y de otros pintores.
Felipe IV consiguió que los embajadores enviados compraran algunos cuadros en la testamentaría del pintor. Uno de ellos fue éste, Danza de aldeanos. Se pagó por él 800 florines. Se colgó en el comedor de verano de los reyes, en el antiguo Alcázar de Madrid.

## Descripción del cuadro
El tema del cuadro es costumbrista con mezcla de mitología pues los personajes parece que están sacados de una escena de bacanal del paganismo. Los aldeanos están muy animados por el sol, las canciones y el vino y danzan en corro, cogidos de la mano, en un paisaje del atardecer estival, al son de un músico flautista que les observa subido en un árbol. Las figuras están pintadas en escorzo y van vestidas con luminosos y alegres vestidos lugareños, de vivos colores. La perspectiva aérea hace a los objetos alejados más borrosos. Rubens pintó otro cuadro con este mismo tema, llamado Kermés, (1630-35), que se halla expuesto en el museo del Louvre de París. Rubens pintó este cuadro en los últimos años de su vida, pero demuestra en la obra la misma energía y fuerza de siempre, aunque su rostro (a juzgar por el autorretrato de esos años) no manifestaba ya tal vigor.
Bibliografía
- La pintura en el barroco. José Luis Morales y Marín. Espasa Calpe S.A. 1998. ISBN 84-239-8627-6
- Museo del Prado. Pintura española de los siglos XVI y XVII. Enrique Lafuente Ferrari Aguilar S.A. 1964

- Datos: Q5799148